# Derio
Derio es un municipio español de la provincia de Vizcaya, en la comunidad autónoma del País Vasco. Situado en el Valle de Asúa, dentro de la comarca del Gran Bilbao, se encuentra regado, en parte, por el río Asua y el arroyo Untza, que baja del monte Untza y desemboca en el primero.
Presenta un casco urbano de configuración moderna, propio de los asentamientos recientes. Ha crecido a partir de las numerosas empresas instaladas en el municipio hasta convertirse en el mayor núcleo del Valle del Txorierri. Cuenta con una población de 7168 habitantes (INE 2024).

## Historia
Anteiglesia de la merindad de Uribe. Algunas de sus casas estuvieron sujetas a la fogueración y jurisdicción del alcalde de la villa de Munguía. Los avecinados en ella formaban ayuntamiento separado para la elección de su fiel que luego les representaba en la Corporación de la villa y para el nombramiento del colector de bulas y mayordomo de la fábrica. No estaban representados en las Juntas del Señorío directamente, sino por las comisiones que enviaba Munguía.
El resto de las casas pertenecían al infanzonado, siendo las que realmente constituían la anteiglesia. Disponían de otro fiel y ayuntamiento que nombraba los apoderados que habían de acudir a las juntas de la merindad y a los Congresos Generales del Señorío, donde ocupaban el voto y asiento número 32.
El 24 de septiembre de 1688, Derio entró  en la Asamblea General de Vizcaya. Existe un monolito en forma de hoja de roble que conmemora dicha asamblea.
La iglesia parroquial de San Cristóbal Mártir fue levantada en el siglo X por los labradores censuarios del Señorío y reedificada en 1745. El patronato perteneció al Linaje de los Zamudio y más tarde a los condes y condesas de Moriana. Estas últimas como patronas realengas presentaban a fines del siglo XVII a los dos beneficiados que la atendían y percibían los diezmos, a excepción de una parte asignada para congrua de los curas y las novalias según el pleito ganado el año 1740.
Hacia mediados del siglo XIX, el lugar, una anteiglesia ya por entonces con ayuntamiento propio, tenía contabilizada una población de 125 habitantes. Aparece descrito en el séptimo volumen del Diccionario geográfico-estadístico-histórico de España y sus posesiones de Ultramar de Pascual Madoz con las siguientes palabras:

DERIO: anteigl. de la merind. de Uribe en la prov. de Vizcaya, part. jud. de Bilbao (1 1/2 leg.), aud. terr. de Burgos (24), c. g. de las Provincias Vascongadas (á Vitoria 11), dióc. de Calahorra (28 1/2): sit. en llano al NE. de la cap., sobre la carretera de Munguia y Bermeo, está combatida por todos los vientos, el clima es sano, aunque húmedo, no padeciéndose mas enfermedades que las estacionales: tiene 25 casas, igl. parr. (San Cristóbal) comun á las dos parcialidades patrona é infanzona en que se divide la pobl., y servida por 2 beneficiados de presentacion del rey, una ermita (San Esteban) que se asegura haber sido la primitiva parr. El térm. confina N. Sondica; E. Laucariz y Fica; S. Zamudio, y O. Deusto, estendiéndose 1/2 leg. de N. á S., y otra 1/2 de E. á O.: tiene bastante arbolado; lo cruza y baña un arroyo que baja del monte Unzaga, y hay ademas 2 fuentes minerales. El terreno es llano y feraz. Los caminos locales y en buen estado: recibe el correo de la cab. del part. prod.: trigo, maiz, judias y otras semillas; cria ganado vacuno, lanar, caballar y de cerda, y algun caza. ind.: 2 molinos y una ferreria. pobl.: 25 vec., 125 alm. riqueza imp.: 134,103 rs. Tiene el 72° voto y asiento en las juntas generales de Guernica.
(Madoz, 1847, p. 378)

Existen varios enclaves de Derio en tierras de Lujua. En 1927 se fusionó con el municipio de Zamudio debido a su falta de recursos porque sus cuatro barrios estaban separados por terrenos de los pueblos colindantes de Munguía y Zamudio. Pero debido a las protestas de sus habitantes volvió a constituir municipio independiente en 1931. En 1966 Derio fue anexionado a Bilbao junto con los municipios de Erandio, Sondica, Zamudio y Lujua por decreto del 30 de marzo. El 1 de enero de 1983 Derio se segrega de Bilbao por decreto del 20 de diciembre de 1982, constituyéndose en municipio independiente.

## Demografía
Derio cuenta con una población de 7168 habitantes (INE 2024).
| Gráfica de evolución demográfica de Derio entre 1842 y 1960 |
| |
| Población de derecho según los censos de población del INE Población de hecho según los censos de población del INEEntre el censo de 1940 y el anterior, aparece este municipio porque se segrega del municipio 48535 (Zamudio Derio) Entre el censo de 1930 y el anterior, este municipio desaparece porque se agrupa en el municipio 48535 (Zamudio Derio) Entre el censo de 1970 y el anterior, este municipio desaparece porque se integra en el municipio 48020 (Bilbao) |

| Gráfica de evolución demográfica de Derio entre 1991 y 2021 |
| |
| Población de derecho según los censos de población del INE Población de hecho según los censos de población del INEEntre el censo de 1991 y el anterior, aparece este municipio porque se segrega del municipio 48020 (Bilbao) |

## Administración y política
| Partido político                                              | 2023  | 2023       | 2019  | 2019       | 2015  | 2015       | 2011  | 2011       | 2007  | 2007       | 2003        | 2003        | 1999  | 1999       | 1995  | 1995       |
| Partido político                                              | %     | Concejales | %     | Concejales | %     | Concejales | %     | Concejales | %     | Concejales | %           | Concejales  | %     | Concejales | %     | Concejales |
| Euzko Alderdi Jeltzalea-Partido Nacionalista Vasco (EAJ-PNV)  | 44,06 | 6          | 49,64 | 7          | 42,49 | 6          | 46,42 | 7          | 47,63 | 7          | 48,25       | 7           | 42,24 | 6          | 44,98 | 6          |
| Euskal Herria Bildu (EH Bildu)-Bildu                          | 31,09 | 4          | 25,06 | 3          | 28,77 | 4          | 20,78 | 3          | —     | —          | —           | —           | —     | —          | —     | —          |
| Partido Socialista de Euskadi-Euskadiko Ezkerra (PSE-EE PSOE) | 15,27 | 2          | 19,91 | 3          | 20,37 | 3          | 18,59 | 2          | 22,22 | 3          | 23,85       | 3           | 20,87 | 2          | 18,29 | 2          |
| Partido Popular del País Vasco (PP)                           | 6,60  | 1          | 3,54  | 0          | 3,94  | 0          | 7,36  | 1          | 6,71  | 1          | 12,48       | 1           | 10,61 | 1          | 7,45  | 0          |
| Ezker Batua-Berdeak (EB-B)                                    | —     | —          | —     | —          | —     | —          | 3,97  | 0          | 5,83  | 0          | 6,83        | 0           | 4,08  | 0          | 8,44  | 1          |
| Eusko Abertzale Ekintza-Acción Nacionalista Vasca (EAE-ANV)   | —     | —          | —     | —          | —     | —          | —     | —          | 9,39  | 1          | —           | —           | —     | —          | —     | —          |
| Eusko Alkartasuna (EA)                                        | —     | —          | —     | —          | —     | —          | —     | —          | 6,34  | 1          | 6,79        | 0           | 8,02  | 1          | 8,44  | 1          |
| Euskal Herritarrok (EH)-Herri Batasuna (HB)                   | —     | —          | —     | —          | —     | —          | —     | —          | —     | —          | Ilegalizado | Ilegalizado | 12,28 | 1          | 10,04 | 1          |

## Cultura

### Patrimonio
- Iglesia de San Cristóbal.[4] Fundada en el siglo X y reedificada y ampliada en el año 1745.
- Iglesia de San Isidro. Edificio construido en 1958.
- Ermita de San Esteban.[12]

### Ciclismo
En la localidad estuvo situada la sede del desaparecido equipo ciclista profesional, perteneciente al UCI ProTour Euskaltel-Euskadi.